# Tajemnica Santa Vittoria
Tajemnica Santa Vittoria – amerykańska komedia wojenna z 1969 roku na podstawie powieści Roberta Crichtona.

## Główne role
- Anthony Quinn – Italo Bombolini
- Anna Magnani – Rosa
- Virna Lisi – Caterina Malatesta
- Hardy Krüger – kapitan von Prum
- Sergio Franchi – Tufa
- Renato Rascel – Babbaluche
- Giancarlo Giannini – Fabio
- Patrizia Valturri – Angela
- Eduardo Ciannelli – Luigi
- Leopoldo Trieste – Vittorini
- Gigi Ballista – Pade Polenta
- Quinto Parmeggiani – Copa
- Carlo Caprioli – Giovanni Pietrosanto
- Francesco Mulé – Francucci
- Wolfgang Jansen – sierżant Zopf

## Fabuła
Lato 1943. W mieście Santa Vittoria żyje Italo Bombolini - miejscowy pijaczek. Gdy dociera wiadomość o upadku Mussoliniego, Italo wspina się na wieżę ciśnień i zdejmuje flagę. Ale pijaczyna nie może zejść i prosi tłum, by skandował jego imię, w ten sposób zyskuje pewność siebie. Faszystowska rada miasta słyszy całe zajście i sądzi, że Bombolini jest nowym przywódcą miasta. Radni poddają mu się i Italo zostaje burmistrzem. W tym czasie Niemcy planują skonfiskować wszystkie butelki wina w tym mieście. Italo ma plan schowania butelek. 

## Nagrody i nominacje
Oscary za rok 1969
- Najlepsza muzyka (nie w musicalu) – Ernest Gold (nominacja)
- Najlepszy montaż – Earle Herdan, William A. Lyon (nominacja)

Złote Globy 1969
- Najlepsza komedia lub musical
- Najlepsza reżyseria – Stanley Kramer (nominacja)
- Najlepszy aktor w komedii lub musicalu – Anthony Quinn (nominacja)
- Najlepsza aktorka w komedii lub musicalu – Anna Magnani (nominacja)
- Najlepsza muzyka – Ernest Gold (nominacja)
- Najlepsza piosenka – „Stay”, muzyka: Ernest Gold, słowa: Norman Gimbel